# My Life in the Bush of Ghosts
Az 1981-es My Life in the Bush of Ghosts David Byrne és Brian Eno első közös nagylemeze. Az album címét Amos Tutuola azonos című regényéről kapta. 2006-ban jelent meg bővített kiadása.
Megjelenésekor a kritikusok méltatták, ma mind Eno, mind Byrne diszkográfiája fontos művének tartják. A hangminták gyakori használata a lemezen úttörőnek számít. Szerepel az 1001 lemez, amit hallanod kell, mielőtt meghalsz című könyvben.

## Az album dalai
| 1. | America Is Waiting | Brian Eno, David Byrne                   | 3:36 |
| 2. | Mea Culpa          | Eno, Byrne                               | 3:35 |
| 3. | Regiment           | Eno, Byrne, Michael "Busta Cherry" Jones | 3:56 |
| 4. | Help Me Somebody   | Eno, Byrne                               | 4:18 |
| 5. | The Jezebel Spirit | Eno, Byrne                               | 4:55 |

| 1. | Qu'ran              | Eno, Byrne | 3:46 |
| 2. | Moonlight in Glory  | Eno, Byrne | 4:19 |
| 3. | The Carrier         | Eno, Byrne | 3:30 |
| 4. | A Secret Life       | Eno, Byrne | 2:30 |
| 5. | Come with Us        | Eno, Byrne | 2:38 |
| 6. | Mountain of Needles | Eno, Byrne | 2:35 |

## Közreműködők
- David Byrne és Brian Eno – gitár, basszusgitár, szintetizátor, dob, ütőhangszerek, talált tárgyak
- John Cooksey – dob a Help Me Somebody-n és a Qu'ran-on
- Chris Frantz – dob a Regiment-en
- Busta Jones – basszusgitár a Regiment-en
- Dennis Keeley – bodhran a Mea Culpa-n
- Bill Laswell – basszusgitár az America Is Waiting-en
- Mingo Lewis – batá, Chapman Stick a The Jezebel Spirit-en és a The Carrier-en
- Prairie Prince – pléhdoboz, basszus dob a The Jezebel Spirit-en és a The Carrier-en
- Jose Rossy – konga, gong a Moonlight in Glory-n
- Steve Scales – konga, fémek a Help Me Somebody-n
- David van Tieghem – dob, ütőhangszerek az America Is Waiting és Regiment dalokon
- Tim Wright – click basszusgitár az America Is Waiting-en

## Fordítás
Ez a szócikk részben vagy egészben a My Life in the Bush of Ghosts (album) című angol Wikipédia-szócikk ezen változatának fordításán alapul.  Az eredeti cikk szerkesztőit annak laptörténete sorolja fel. Ez a jelzés csupán a megfogalmazás eredetét és a szerzői jogokat jelzi, nem szolgál a cikkben szereplő információk forrásmegjelöléseként.